# Vargtimmen
Vargtimmen és una pel·lícula sueca realitzada per Ingmar Bergman, estrenada el 1967.

## Argument
Johan Borg, pintor, i la seva dona, Alma, s'estableixen a una illa. Tots dos viuen allà, aïllats del món. Un dia, Alma, a partir dels consells d'una vella senyora sortida d'enlloc, obre el diari íntim del seu marit. Hi descobreix els fantasmes i malsons que turmenten les seves nits.

## Repartiment
- Max von Sydow: Johan Borg
- Liv Ullmann: Alma Borg
- Gertrud Fridh: Corinne von Merkens
- Erland Josephson: Baron von Merkens
- Ingrid Thulin: Veronica Vogler
- Naima Wifstrand: la vella del barret
- Lenn Hjortzberg: Kreisler
- Mikael Rundquist: el noi del somni
- Mona Seilitz: la falsa Veronica